# 天主教莱切总教区
天主教莱切总教区是罗马天主教在意大利南部普利亚大区设立的一个总教区。该教区成立于1057年，1980年升格为总教区。 